# Jean de Bonsi
Jean de Bonsi (ur. w 1554 we Florencji, zm. 4 lipca 1621 w Rzymie) – włoski kardynał.

## Życiorys
Urodził się w 1554 roku we Florencji, jako syn Domenica Bonsiego i Costanzy Vettori. Studiował na Uniwersytecie Padewskim, gdzie uzyskał doktorat utroque iure. Ferdynand I Medyceusz mianował go senatorem, jednak nie mógł objąć funkcji, ze względu na zbyt młody wiek, zatem został prawnikiem w Rzymie. 11 lutego 1598 roku został wybrany biskupem Béziers, a 30 września przyjął sakrę. Negocjował małżeństwo Henryka IV z Marią Medycejską, a następnie został wielkim jałmużnikiem francuskim. 17 sierpnia 1611 roku został kreowany kardynałem prezbiterem i otrzymał kościół tytularny San Clemente. Miał francuskie obywatelstwo i w 1614 roku został deputowanym z Tuluzy do Stanów Generalnych. Rok później na stałe przeniósł się do Rzymu. Zmarł tamże 4 lipca 1621 roku.